# Tiếng Avar
Tiếng Avar (tên tự gọi Магӏарул мацӏ Maⱨarul maⱬ [maʕarul mat͡sʼ] "ngôn ngữ của núi" hay Авар мацӏ Avar maⱬ [awar mat͡sʼ] "tiếng Avar") là một ngôn ngữ thuộc về nhánh Avar–Andi của ngữ hệ Đông Bắc Kavkaz.

## Phân bố địa lý
Nó chủ yếu được nói ở nước cộng hòa Dagestan ở vùng Kavkaz thuộc Nga và vùng Balaken, Zaqatala tại đông bắc Azerbaijan. Một số người Avar sống tại những khu vực khác của Nga. Có những người sống tại những nước cộng hòa khác thuộc Nga như Chechnya và Kalmykia; tại Gruzia, Kazakhstan, Ukraina, Jordan và vùng duyên hải biển Marmara của Thổ Nhĩ Kỳ. Nó được nói bởi khoảng 762.000 trên toàn cầu. UNESCO xếp tiếng Avar vào loại ngôn ngữ dễ thương tổn.
Tiếng Avar là một trong 6 ngôn ngữ văn học tại Dagestan, tại đây ngôn ngữ này không chỉ được người Avar sử dụng mà còn là ngôn ngữ giao tiếp giữa các dân tộc khác nhau.
Tiếng Avar có hai nhóm phương ngữ chính: miền bắc, bao gồm Khunzakh, Kazbek, Gunib, Gumbet và các phương ngữ khác và miền nam, bao gồm Andalal, Gidatl', Antsukh, Charoda, Tlyarata, Cumada, Cunta và các phương ngữ khác.

## Chữ viết
Tiếng Avar có chữ viết từ thế kỷ XV và là một loại chữ cái Gruzia cổ. Từ thế kỷ 17, ngôn ngữ này được viết bằng chữ cái Ả Rập có sửa đổi được gọi là Ajam và vẫn còn được sử dụng cho đến nay. Dưới thời Liên Xô, Ajam bị thay thế bằng chữ cái Latinh vào năm 1928, đến năm 19838 lại đổi sang chữ cái Kirin và dùng nó cho đến ngày nay. Về cơ bản là sử dụng các chữ cái trong tiếng Nga cộng thêm một chữ cái gọi là palochka (gậy, Ӏ).

## Ngữ âm
|          |           | Môi | Răng  | Răng   | Chân răng | Chân răng | Chân răng | Chân răng | Vòm | Ngạc mềm | Ngạc mềm | Lưỡi gà | Lưỡi gà | Hầu | Thanh hầu |
| giữa     | giữa      | Môi | Răng  | Răng   | cạnh lưỡi | cạnh lưỡi |           |           | Vòm | Ngạc mềm | Ngạc mềm | Lưỡi gà | Lưỡi gà | Hầu | Thanh hầu |
| lenis    | fortis    | Môi | lenis | fortis | lenis     | fortis    | lenis     | fortis    | Vòm | lenis    | fortis   |         |         | Hầu | Thanh hầu |
| -------- | --------- | --- | ----- | ------ | --------- | --------- | --------- | --------- | --- | -------- | -------- | ------- | ------- | --- | --------- |
| Mũi      | Mũi       | m   | n     |        |           |           |           |           |     |          |          |         |         |     |           |
| Tắc      | hữu thanh | b   | d     |        |           |           |           |           |     | ɡ        |          |         |         |     |           |
| Tắc      | vô thanh  | p   | t     |        |           |           |           |           |     | k        | kː       |         |         |     | ʔ         |
| Tắc      | tống ra   |     | tʼ    |        |           |           |           |           |     | kʼ       | kːʼ      |         |         |     |           |
| Tắc xát  | vô thanh  |     | t͡s    | t͡sː    | t͡ʃ        | t͡ʃː       |           | t͡ɬː       |     |          |          |         | q͡χː     |     |           |
| Tắc xát  | tống ra   |     | t͡sʼ   | t͡sːʼ   | t͡ʃʼ       | t͡ʃːʼ      |           | (t͡ɬːʼ)    |     |          |          |         | q͡χːʼ    |     |           |
| Xát      | vô thanh  |     | s     | sː     | ʃ         | ʃː        | ɬ         | ɬː        |     | x        | xː       | χ       | χː      | ʜ   |           |
| Xát      | hữu thanh | v   | z     |        | ʒ         |           |           |           |     |          |          | ʁ       |         | ʕ   | ɦ         |
| Rung     | Rung      |     |       |        | r         |           |           |           |     |          |          |         |         |     |           |
| Tiếp cận | Tiếp cận  |     |       |        |           |           | l         |           | j   |          |          |         |         |     |           |